# Secrétaire du cabinet
Le secrétaire du cabinet (anglais : Cabinet Secretary), est le fonctionnaire supérieur le plus gradé chargé du Bureau du Cabinet. Il apporte un soutien administratif au Premier ministre, au cabinet et au gouvernement britannique dans son ensemble.
Il est nommé par le Premier Ministre sur le conseil du secrétaire du cabinet précédent et du premier commissaire de la Fonction publique (First Civil Service Commissioner). Il est responsable des fonctionnaires et directement à la tête des secrétaires permanents.

## Historique
Depuis 1981, le poste de secrétaire du cabinet a fusionné avec celui de directeur de la Fonction publique (Head of the Home Civil Service). Son titulaire est responsable de tous les fonctionnaires des différents départements exécutifs du gouvernement et préside le Groupe de Management des secrétaires permanents (Permanent Secretaries Management Group, PSMG), organe principal de gestion de la fonction publique.

## Fonctions
Les responsabilités de la fonction varient et dépendent des qualifications personnelles du Premier Ministre et du secrétaire du cabinet de l'époque.